# Щербинка
Ще́рбинка — населённый пункт (город) в границах города Москвы, часть одноимённого района и муниципального образования (муниципального округа) в составе Новомосковского административного округа.
Население городского округа — 56 531 чел. (2021). Городской округ находится на этапе преобразования в муниципальный округ. Органы местного самоуправления нового муниципального округа Щербинка являются правопреемниками органов местного самоуправления городского округа Щербинка и поселения Рязановское.
Щербинка расположена на Варшавском шоссе. В границах города находятся железнодорожные станции МЦД-2 Щербинка и Остафьево на Курском направлении МЖД.

## История
Название Ще́рбинка происходит, от фамилии первого владельца — вотчинника из рода князей Щербатых известных ещё с XV века. С 1672 года жители Ще́рбинки стали прихожанами новоустроенной церкви Знамения Пресвятой Богородицы в селе Захарьине. В описаниях и картах Генерального межевания земель Московского уезда в 1766—1767 годов указано: «Ще́рбинкино, сельцо Московского уезда Ратуева стана, владение покойного князя Николая Алексеевича Шаховского, ныне за родной его сестрой Аграфеной, женою генерала-поручика Леонтия Михайловича Карабанова. Межевая 19 октября 1766 г.»
Генеральша А. А. Карабанова выделила из своих угодий тогда же в вечное пользование причту Знаменского храма участок пахотной земли размером 14 десятин (15,18 га) по левому берегу реки Лопенки. Ныне эта земля находится под застройкой городского округа Щербинки в Центральной и Северной его частях (улицы Юбилейная, Высотная, Почтовая, Вишнёвая).
Почти столетие спустя, в 1858 году, по заказу помещицы поручицы Е. В. Кротковой был составлен сохранившийся план усадьбы Щербинки, который повторял чертежи 1766 г., дополнительно изображая проложенное через земли поместья в 1845 году, Варшавское шоссе, сильно изменившее жизнь округи.
Крестьяне Щербинки в 1861 году получили наделы земли из расчёта по одной десятине на душу, а всего 85 десятин. Эти крестьянские десятины и легли в основу земель нынешней Щербинки.
В начале 1860-х годов после крестьянской реформы усадьба досталась богатому ростовщику Н. О. Сушкину, который сделал её благоустроенным и доходным местом.
Господская часть имения подверглась переделке. Жилой центр был отнесён от Серпуховской дороги вглубь участка, за пруд, где были построены два жилых дома со службами, пять дач, разбит культурный парк на площади в один гектар, расчищен пруд, построены купальня, баня, а ближе к лесу посажен и выращен большой фруктовый сад. Парадно был оформлен въезд в усадьбу: широкие железные ворота вели на тополевую аллею к господскому дому, а над воротами красовалась надпись: «Добро пожаловать». У ворот заведена новинка — солнечные часы, всё было рассчитано на большие приёмы частых гостей. Дачи сдавались на летний период московским дачникам, среди которых завсегдатаями были французы.
С юга усадьба граничила с угодьями церкви села Захарьина, которые располагались и на запад от железной дороги, заполняя всё пространство между железной и шоссейными дорогами. Именно на Захарьинских землях, на красных глинах Сушкин заложил ещё в конце XIX века кустарное кирпичное производство.
В 1870-е годы была построена железная дорога из Москвы в Курск, но остановочного пункта в районе деревни Щербинки сначала не существовало, стояла лишь путевая казарма рабочих пути. При проезде помещика из Москвы по его требованию поезд останавливали у этой казармы. Но уже в 1890 году Сушкин добился у владельцев дороги учреждения постоянного остановочного пункта под названием «Платформа Щербинка», по имени расположенной в версте от дороги деревни. Учреждению платформы помогли также одновременные хлопоты Баскакова, чья шерстяная фабрика уже работала на реке Десне в трёх верстах от железной дороги.
20 марта 1895 года Сушкин заключил договор с управлением дороги на содержание этой остановки с ежемесячным взносом 125 рублей. С 1904 года станцию Щербинка содержит дорога.
Станция от поместья была отделена крестьянскими полями. Сушкин выкупил у крестьян полосу земли от усадьбы до платформы и соорудил на ней шоссированную дорогу на европейский лад, украшая её по бровке посадкой деревьев и кустарников, установкой садовых скамеек для отдыха (ныне на её остатках лежит улица 40 лет Октября). Но построенная дорога находилась в индивидуальном пользовании хозяина и его гостей, для обеспечения чего в начале и конце пути были поставлены запирающиеся шлагбаумы.
В 1912 году крестьянская община обратилась к Сушкину с просьбой передать эту очень нужную крестьянам дорогу земству, но принципиальный хозяин от передачи отказался, установив в ответ ещё один промежуточный шлагбаум.
Перед революцией в поместье было сто десятин пашни, двести — лесных угодий. Имелось, кроме мелкого скота и птицы, стадо крупного рогатого скота в шестьдесят голов и двадцать голов конного парка.
В 1918 году началась национализация имущества наследника Сушкина.
В 1920 году в имении был организован совхоз, на первых порах хозяйство пришло почти в полный упадок. Сушкинский дом сгорел, уничтожен был парк с теннисными кортами, с дорожками, посыпанными жёлтым песком, исчезли и солнечные часы, заилился пруд. Несколько позже управляющим совхоза был назначен агроном П. А. Квитковский, сумевший восстановить хозяйство, стараясь вернуть ему былую продуктивность. Ещё позже хозяйство было передано Первому Государственному конному заводу имени С. Каменева, а затем, в 1930-х одах, перешло в распоряжение Первомайской трудовой колонии ГУЛаг НКВД.

### Деревня Щербинка
Первое поселение на месте современной деревни Щербинка известно с XIV века. Жизнь крестьян на протяжении многих веков мало чем отличалась от других; они сеяли пшеницу, ловили рыбу в прудах, заготавливали лес…
Во второй половине XIX века правительством была проложена железнодорожная магистраль через эти места, в 1895 году была открыта станция «Щербинка» Курской железной дороги. После Октябрьской революции 1917 года жизнь крестьян ухудшилась, в конце 1920-х годов началась насильственная коллективизация, некоторые семьи подверглись высылке в отдалённые районы Севера и Сибири. К 1940-м годам в деревне имелось хорошее энергоснабжение и подъездная дорога от Симферопольского (Варшавского) шоссе.
В первые дни Великой Отечественной войны 15 жителей деревни были призваны на фронт. В 1980-х годах с помощью местных жителей в деревне был установлен памятник-мемориал жителям деревни.

### Посёлок. Город Щербинка
В 1930-х годах неподалёку от деревни Щербинки Подольского района начал активно застраиваться посёлок Щербинка. В посёлке появляется Щербинский штамповочно-механический завод (1938 г.), «Экспериментальное кольцо ЦНИИ НКПС» (1932 г.) и «Кирпичный завод Райпромкомбината», Московский опытно-экспериментальный лифтостроительный завод треста Союзлифт Министерства строительного, дорожного и коммунального машиностроения (1955 г.). В 1938 году Щербинка официально получает статус посёлка.
В первые дни Великой Отечественной войны многие жители посёлка Щербинка отправились на фронт (около половины мужского населения). Уже в июле-августе 1941 года недалеко от посёлка Щербинка упало три авиабомбы. К ноябрю 1941 года, когда Группа армий «Центр» подходила к рубежам Москвы, было решено вырубить часть лесных насаждений для строительства защитной полосы.
Статус города районного подчинения Щербинка имеет с 1975 года, города областного подчинения — с 1992 года. В 1988 году часть города Щербинка восточнее 29 км старого Симферопольского шоссе была включена в состав Москвы (микрорайон Щербинка в районе Южное Бутово). В 2004 году в состав города был включён посёлок Гарнизона «Остафьево». С 2005 года образован одноимённый городской округ.
С 1 июля 2012 года Щербинка включена в состав Москвы в ходе масштабного увеличения её территории на Юго-Запад. Первая информация о планируемом присоединении появилась 19 августа 2011 года, хотя первоначально Щербинку предполагалось оставить в Московской области.
08 мая 2024 года в связи с проведением административно-территориальной реформы в Троицком и Новомосковском административных округах города Москвы, поселение / городской округ Щербинка был преобразован в муниципальный округ / район. Новый район включает в себя территории городского округа Щербинка, поселения Рязановское, часть территории поселения Воскресенское (Язово, Каракашево), часть территории района Южное Бутово (1-4 микрорайоны Щербинки, поселки Милицейский, Липки, деревни Захарьино, Щербинка, Староникольское, Новокурьяново).

## Достопримечательности
- Храм Знамения иконы Божией Матери в Захарьино
- Храм святой великомученицы Елизаветы[15]
- В окрестностях — Государственный музей-усадьба Остафьево[16]
- Экспериментальная кольцевая железная дорога ВНИИЖТ

## Гидрография
Реки
- Лопенка (Висенский ручей) (левый приток Пахры)

Пруды
Лопенка:
- Большой Новокурьяновский пруд
- Малый Новокурьяновский пруд
- Новокурьяновский пруд
- 2 Захарьинских пруда (облагорожены)

Мовья:
- Староникольский пруд (облагорожен)
- 4 безымянных карьерных пруда между Варшавским шоссе и Молодцовским проездом (Липки, Милицейский, Щербинка)
- 2 Щербинских (Милицейских) пруда
- Безымянный (-ые) пруд (-ы) в Щербинке, между подстанцией, Захарьинским кладбищем, приютом для животных и недостроенной конечной автобусной станцией
- Безымянный пруд западнее Захарьино, между улицей Николай Сироткина, таунхаусами, Обводной дорогой и Варшавским шоссе

## Население
| 1939    | 1959    | 1970    | 1979    | 1989    | 2002    | 2009    |
| ------- | ------- | ------- | ------- | ------- | ------- | ------- |
| 3192    | ↗18 131 | ↗23 353 | ↗23 561 | ↗28 011 | ↗28 043 | ↗31 660 |
| 2010    | 2012    | 2013    | 2014    | 2015    | 2016    | 2017    |
| ↗32 450 | ↗33 508 | ↗35 328 | ↗38 905 | ↗40 748 | ↗42 642 | ↗47 504 |
| 2018    | 2019    | 2020    | 2021    |         |         |         |
| ↗51 036 | ↗53 281 | ↗54 008 | ↗56 531 |         |         |         |

### Национальный состав
По итогам переписи населения 2020 года проживали следующие национальности (национальности менее 0,1 % и другое, см. в сноске к строке «Другие»):
| Национальность | Численность, чел. | Доля     |
| -------------- | ----------------- | -------- |
| Русские        | 42 942            | 75,96 %  |
| Киргизы        | 657               | 1,16 %   |
| Армяне         | 625               | 1,11 %   |
| Татары         | 445               | 0,79 %   |
| Украинцы       | 394               | 0,70 %   |
| Таджики        | 335               | 0,59 %   |
| Азербайджанцы  | 324               | 0,57 %   |
| Узбеки         | 256               | 0,45 %   |
| Грузины        | 188               | 0,33 %   |
| Чуваши         | 102               | 0,18 %   |
| Белорусы       | 94                | 0,17 %   |
| Чеченцы        | 71                | 0,13 %   |
| Мордва         | 69                | 0,12 %   |
| Молдаване      | 65                | 0,11 %   |
| Лезгины        | 60                | 0,11 %   |
| Казахи         | 60                | 0,11 %   |
| Другие         | 9844              | 17,41 %  |
| Итого          | 56 531            | 100,00 % |

## Щербинка как муниципальное образование
В ходе реализации Федерального закона «Об общих принципах организации местного самоуправления в Российской Федерации» (№ 131-ФЗ от 6 октября 2003 года, вступил в силу 1 января 2006 года) в Московской области были созданы муниципальные образования. В 2005 году был сформирован 
городской округ Щербинка, в состав которого вошёл 1 населённый пункт — город Щербинка.
В 2012 году городской округ Щербинка вошёл в состав Москвы. В 2024 году стал уже не городским, а муниципальным округом, поглотив части территорий бывших поселений Воскресенское и Рязановское, а также муниципального округа Южное Бутово.

### Географические данные
Площадь территории городского округа — 753 га.
Муниципальное образование находится в восточной части Новомосковского административного округа и граничит:
- с районом Южное Бутово ЮЗАО города Москвы (на севере),
- с поселением Воскресенское Новомосковского административного округа города Москвы (на западе, на юге и востоке с тонкой полоской, в прошлом соединявшей две части Ленинского района Московской области)[4].

### Органы власти
Структуру органов местного самоуправления муниципального образования составляют:
- Совет депутатов городского округа Щербинка в городе Москве— представительный орган местного самоуправления. В его состав входят 20 депутатов, избираемых в 5 многомандатных избирательных округах сроком на 5 лет;
- Глава городского округа Щербинка в городе Москве — глава муниципального образования, который избирается из состава представительного органа местного самоуправления путём открытого голосования на срок полномочий представительного органа местного самоуправления;
- Администрация городского округа Щербинка в городе Москве — исполнительно-распорядительный орган местного самоуправления. Глава администрации назначается представительным органом местного самоуправления по итогам конкурса на период полномочий представительного органа местного самоуправления[38].

### Микрорайоны
Согласно гл. 5 ч. 1 Устава «Деление территории городского округа в целях организации управления»:
1. Территория городского округа Щербинка как объект местного самоуправления составляет единое целое и не подразделяется на административные округа и районы.
2. В составе территории городского округа, исходя из предложений граждан, могут определяться территории, на которых действуют органы территориального общественного самоуправления населения.
Тем не менее, в Щербинке территориально выделяются микрорайоны:
- Барыши (местечко);
- Восточный (промышленный район);
- Люблинский (микрорайон);
- Научные сотрудники (посёлок);
- Новомосковский (посёлок);
- Остафьево (район);
- Северный (промышленный район);
- Центральный (микрорайон);
- Южный (промышленный район).

## Дачный посёлок Щербинка
Дачное поселение Щербинка появилось в 1930-х годах. В этом месте дачи имели высшие партийные, промышленные и государственные руководители, а также передовики производств, писатели, поэты, художники.

## Экономика
Основные предприятия: Щербинский лифтостроительный завод, завод электроплавленных огнеупоров, завод металлоконструкций, завод художественных промыслов и сувениров, завод авиационного технологического оборудования, завод защитных покрытий, научно-технический центр «Бакор». Экспериментальное кольцо ВНИИЖТ, ФГУП «Щербинская типография». Рядом находится аэропорт Остафьево.

## Образование
В городском округе действуют 5 детских садов, 5 средних школ, детско-юношеский центр, детско-юношеская спортивная школа, школа искусств.

## Телефонные номера
Код города — +7 495 867хххх; +7 495 849хххх; +7 495 85ххххх.
Если в номере абонента меньше 7 цифр, то после кода города перед номером абонента набираются цифры «5» до десятизначного номера.
Также в городе имеются телефоны в московском городском коде +7-495, +7-499.

## Транспорт
Микроавтобусы:
- ст. метро «Бульвар Дмитрия Донского» — 108, е91, 948, 737.

Автобусы:
- ст. метро «Бунинская аллея» — 288
- ст. метро «Бульвар Адмирала Ушакова» — с53
- ст. метро «Бульвар Дмитрия Донского» — 108, 737, 948, 1004, е91, с53
- ст. метро «Аннино», «Улица Академика Янгеля»— е99, с962, с986
- МЦД «Остафьево» — МЦД «Щербинка» — 925
- Подольск — 1021, 1045, 1051, 1052, 406, 407, 446, 417, 507, 516, 520

Также в городском округе Щербинка находятся железнодорожные станции Щербинка и Остафьево Курского направления МЖД и на Курско-Рижском диаметре МЦД.

## Спортивная инфраструктура
Список спорткомплексов по состоянию на 01.07.2024:
- 2017 г. Южный лёд; Маршала Савицкого, 7

## Религия
Православные храмы
- 1897 г. Храм иконы Божией Матери «Знамение» в Захарьине (улица Николая Сироткина, дом 28А).
- 2012 г. Церковь священномученика Владимира, митрополита Киевского и Галицкого (улица Маршала Савицкого, напротив д. 22-24)
- 2015 г. Храм преподобного Моисея Мурина в Южном Бутове (Симферопольское шоссе, 1Б)